# Luštěnice
Luštěnice är en ort i Tjeckien.   Den ligger i regionen Mellersta Böhmen, i den centrala delen av landet, 40 km nordost om huvudstaden Prag. Luštěnice ligger 209 meter över havet och antalet invånare är 1 447.
Terrängen runt Luštěnice är platt. Runt Luštěnice är det ganska tätbefolkat, med 67 invånare per kvadratkilometer. Närmaste större samhälle är Mladá Boleslav, 10,1 km norr om Luštěnice. Trakten runt Luštěnice består till största delen av jordbruksmark.